# Macrocypraea
Macrocypraea Schilder, 1930 è un genere di molluschi gasteropodi appartenente alla famiglia Cypraeidae.

## Tassonomia
Il genere contiene quattro specie:
- Macrocypraea cervinetta (Kiener, 1843)
- Macrocypraea cervus (Linnaeus, 1771)
- Macrocypraea mammoth Simone & Cavallari, 2020
- Macrocypraea zebra (Linnaeus, 1758)